# Zjednoczona Ekspedycja Prehistoryczna
Zjednoczona Ekspedycja Prehistoryczna (ang. Combined Prehistoric Expedition) – zrzeszenie uczonych, prowadzących od 1962 prace wykopaliskowe w północnej Afryce i na Półwyspie Arabskim. Szefowie Fred Wendorf (do 1999), Romuald Schild.